# Gizele Oliveira
Gizele Oliveira (7 de mayo de 1993) es una modelo brasileña conocida por haber desfilado en el Victoria's Secret Fashion Show de 2017 y 2018.

## Carrera
Oliveira comenzó su carrera en el modelaje en 2014, cuando firmó con la agencia IMG. Desfiló para Dolce & Gabbana durante su debut en la semana de la moda. Desfiló también para Elie Saab, Etam, Polo Ralph Lauren, Cushnie et Ochs, Rebecca Minkoff y Tory Burch. Gisele ha aparecido en editoriales para Vogue México, Vogue Brasil, Vogue India, Elle France, L'Officiel India, Harper’s Bazaar Kazakhstan, en una campaña para Forever 21 y protagonizó una campaña para MAC Cosmetics. En 2015, apareció en la portada de Elle Brasil fotografiada por Nicole Heiniger. Desde entonces ha aparecido en la portada de L’Officiel Tailandia.
En 2016, figuró en el artículo de Maxim: "15 modelos brasileñas que debes seguir en Instagram".
En 2017, debutó en el Victoria's Secret Fashion Show 2018 en Shanghái.
Gizele tiene un blog llamado "Gizele On the Go!"

## Vida personal
Oliveira mantiene una relación desde principios del 2019 con el artista y escultor francés Oleg Guerrand-Hermes, el cual finalizaron su relación a finales de agosto del 2022, aduciendo compromisos personales.